# Lacuna Coil
Lacuna Coil é uma banda de metal gótico e metal alternativo formada na cidade de Milão, Itália, em 1994. Outros nomes da banda, antes de chegar ao atual, foram Sleep of Right e Ethereal. A banda é inspirada pelo imaginário gótico, e seus membros são conhecidos musicalmente por compor canções que consistem em linhas de guitarra entrelaçadas com o teclado, contrastando com vocal feminino e masculino, tornando o som bastante melódico. Apesar disso, grande parte do material mais recente possui influências em bandas como Korn e Meshuggah. De acordo com o grupo, são inspirados por bandas como Depeche Mode, Paradise Lost, Tiamat, Septic Flesh, Type O Negative e In Flames, entre outras.
Lacuna Coil, em português, quer dizer "Espiral Vazia".

## História
Era a década de 1990. Andrea Ferro e Marco Coti Zelati montavam uma banda de rock sem grandes pretensões. Apesar do estilo não ter uma cena forte em Milão, a banda Sleep of Right chegou a gravação da primeira demo com Ferro nos vocais, Claudio Leo na guitarra, Marco Coti Zelati no baixo e Forti na bateria. A sonoridade surpreendia os jovens integrantes. Mas ainda faltava algo para completar a proposta da banda. 
Cristina Scabbia, namorada de Zelati, foi indicada por ele para gravar alguns vocais complementares. Cristina não tinha contato nem experiência com o heavy metal, mas já havia feito participações em projetos com dance music. Foi ai que a história da banda começou a mudar. As faixas "Shallow End" e "Frozen Feeling" ganharam o brilho da voz suave de Cristina no som da banda italiana. 
A sonoridade do instrumental ousado e inovador, o contraste grave de Ferro somados aos agudos de Scabbia, chegaram à gravadora Century Media, que acreditou no potencial e abriu as portas dos estúdios para os jovens milaneses. Era a grande oportunidade da banda. 
O som ficou mais lento e os arranjos polidos destacaram as influências góticas. O nome também foi mudado para Lacuna Coil. A Itália, com pouca tradição no rock, lançava ao mundo uma banda das mais competentes e sofisticadas da cena atual. 
Em 1998, chegava às lojas um EP intitulado Lacuna Coil. A banda já garantia sua presença no festival alemão Wacken, tocando ao lado de The Gathering e Moonspell. Depois da terceira apresentação, o baterista e o guitarrista deixaram a banda, os músicos do Moonspell foram convidados a participarem com Lacuna Coil até o final da turnê. Um tecladista ainda foi adicionado para a excursão seguinte. Porém, a ideia não foi aprovada pelos outros integrantes. Já na Itália, Cristiano Mozzati foi convidado para a bateria. Cristiano Migliore passou a ser o guitarrista. 
In a Reverie foi o primeiro trabalho, que trazia um instrumental refinado e a voz de Cristina Scabbia. Em 1999, os italianos foram uma das principais atrações do festival holandês Dynamo Open Air, e do Gods of Metal, da Itália. O grupo contou ainda com as excursões ao lado de Grip Inc. e Skyclad. Bandas de estilos diferentes e muito mais experientes, que ajudaram o Lacuna Coil a aprimorar a própria técnica e aprender com outros músicos. 

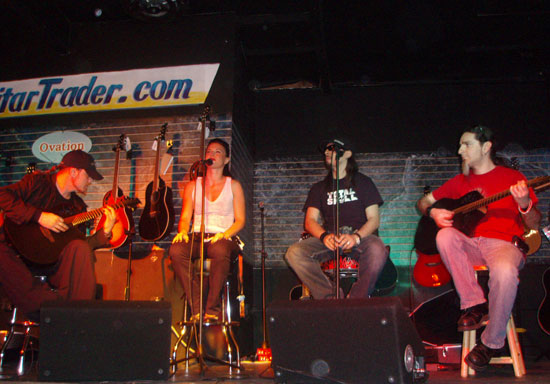
A banda em concerto acústico

No início de 2000, o grupo prepara o segundo EP da discografia, intitulado Halflife, que fora lançado em março. Tal EP rendeu à banda a primeira turnê europeia como atração principal. Concertos como o de Londres ficaram marcados, pois os ingressos foram esgotados. O EP incluía a faixa "Senzafine" cantada em italiano. No mesmo ano, em outubro, a banda começa a gravar o álbum Unleashed Memories, sendo lançado em 29 de janeiro de 2001. E esse foi um ano intenso de turnês para a banda, começando com uma excursão europeia com Theatre of Tragedy ao longo de janeiro e fevereiro. Eles também são incluídos no metal de Odyssey fazendo turnê com Dimmu Borgir, Nevermore, In Flames e Susperia, tocando treze datas ao longo da Europa. Em abril, voltam à Itália para uma série de concertos.

### Comalies
Depois do retorno de uma turnê pela América e uma parada para o Natal, a banda começa a trabalhar no terceiro álbum de estúdio. Os próximos meses são dedicados dentro a maior parte para ensaiar e escrever canções. Em abril de 2002, a banda trabalha em pré-produção em Milão, com o produtor e amigo de longa data Waldemar Sorychta e em 17 de abril eles entram no estúdio de Woodhouse na Alemanha e começam gravação do álbum que trará reconhecimento global para eles. Comalies é o título que a banda escolhe para esse novo álbum, lançado em setembro de 2002. Ele é mais pesado e mais dinâmico que o Unleashed Memories, tendo muitas críticas positivas e ótima repercussão dentre os fãs. Nesse trabalho foram adicionados sintetizadores que davam um ar saudosista às canções, deixando um pouco, a antiga proposta. As faixas eram bastante diferentes entre si, o que provou o amadurecimento da banda e repercutiu de forma extremamente positiva no cenário underground.
No restante de 2002, e em 2003 a banda faz várias turnês na Europa e Estados Unidos, e grava o vídeo musical da canção "Heaven's a Lie", que se torna uma das mais tocadas na Itália. Em 2004, a banda assina com a gravadora Century Media, e continua fazendo turnês por várias partes do mundo. Também gravam mais um vídeo musical, agora de "Swamped", que também é incluída na trilha sonora do filme Resident Evil Apocalypse. No final desse ano, a banda começa a trabalhar em um novo álbum.
Começa 2005 e Comalies continua vendendo bem; em março o álbum ultrapassou a marca de duzentas mil cópias vendidas. Com a aproximação do verão o Lacuna Coil continua escrevendo canções para o novo álbum e se prepara para um grande número de festivais pela Europa. Em julho, a Century Media relança todos os álbuns e EPs anteriores a Comalies, com novos encartes e extras. Os festivais continuam ao longo dos meses de verão. Em 23 de outubro, a imprensa internacional é convidada a uma sessão especial nos Estúdios de Galáxia em Mol na Bélgica, onde a banda revela seis novas canções: "What I See", "Fragile", "In Visible Light", "Fragments of Faith", "Within Me" e "Our Truth". Todas elas, seriam lançadas no próximo álbum.
No final de 2005 a banda completa a gravação de Karmacode, e o lança em 4 de abril do ano seguinte. Um pouco antes, em 4 de março de 2006, a banda lança o compacto "Our Truth", que aparece na trilha sonora do filme Anjos da Noite: A Evolução. Também é gravado um vídeo musical para a canção.
Em 2010, chega as lojas brasileiras o álbum Shallow Life produzido por Don Gilmore (o mesmo de Linkin Park) trazendo como principais destaques as faixas  Spellbound, Unchained e I Won’t Tell You.
Dois anos depois, a banda termina as gravações de seu novo album, intitulado Dark Adrenaline, sendo lançado no início de 2012, produzido por Don Gilmore (Pearl Jam, Linkin Park, Bullet For My Valentine) e gravado pela Century Media Records. "Em algumas canções há bastante raiva, provavelmente as mais pesadas que já escrevemos, algumas outras canções são intensas, carregado com doces e escuras emoções e até mesmo há um pequeno espaço para alguma luz no fim do túnel", diz o co-vocalista Andrea Ferro sobre o album Dark Adrenaline.
Em setembro de 2013, a banda anunciou o início da gravação de seu novo álbum o "Broken Crown Halo" com o produtor Jay Baumgardner, com lançamento previsto para o primeiro semestre de 2014 na América do Norte. A primeira faixa de seu novo álbum chamado "Nothing Stands In Our Way" foi estreada online. Em 14 de fevereiro de 2014 a banda anunciou através de sua página no Facebook que o guitarrista Cristiano 'Pizza' Migliore e o baterista Cristiano 'Criz' Mozzati decidiram sair da banda depois de 16 anos, citando razões pessoais. Ryan Folden (The Agony Scene; Queime halo; After Midnight Project) assumiu a posição de baterista da banda, enquanto que nas guitarras a banda se mantém apenas com um guitarrista o Marco Biazzi.
Em 11 de março de 2017, a banda realizou um show em São Paulo, no Carioca Club. Show que fez parte da turnê da banda pela América Latina. Também integraram a turnê as seguintes cidades: Santiago (Chile); Limeira, Belo Horizonte, Rio de Janeiro, São Paulo, no (Brasil); Buenos Aires, na Argentina; Lima (Peru); e Guadalajara, Cidade do México e Monterrey, no México.
Black Anima, o mais recente trabalho do grupo, foi lançado em 11 de outubro de 2019 pela Century Media Records.

## Membros
Membros atuais

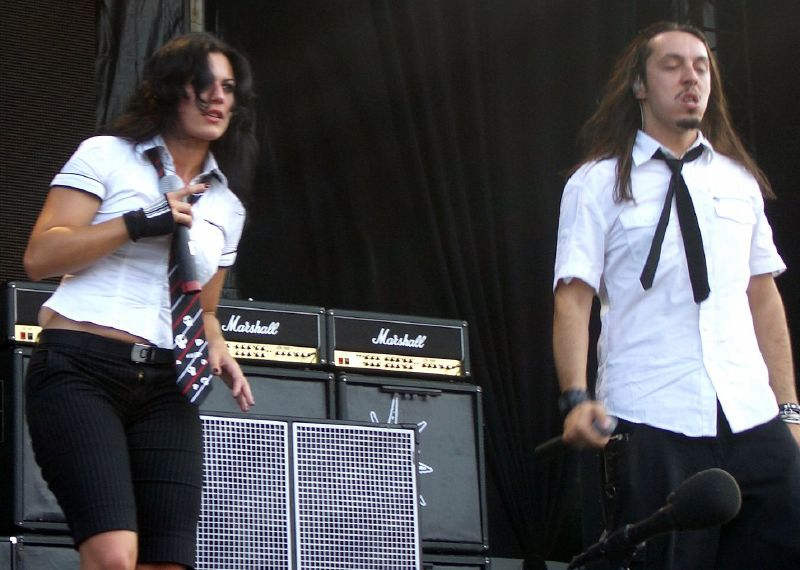
Cristina e Andrea no Ozzfest, 2006

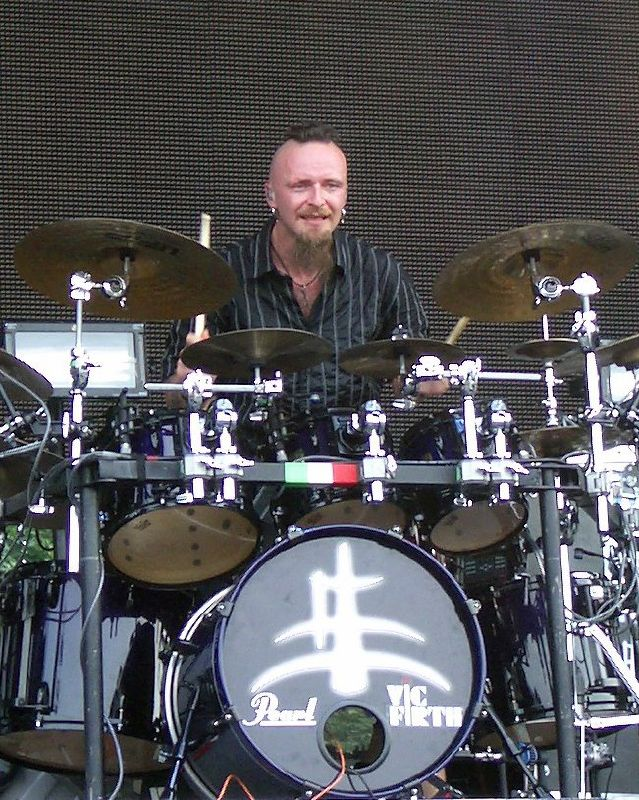
Cristiano em concerto com a banda, 2006

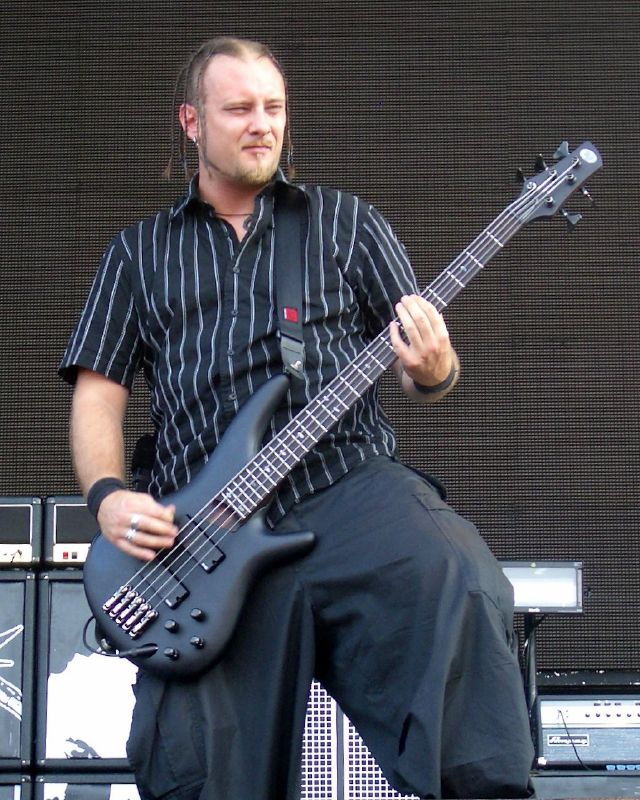
Marco em concerto com a banda, 2006

- Andrea Ferro -  vocalista (1994–presente)
- Marco Coti Zelati - baixista (1994–presente)
- Cristina Scabbia - vocalista (1996–presente)
- Ryan Blake Folden - baterista (2014–presente; músico de turnê: 2012-2013)
- Diego Cavallotti - guitarrista (2016–presente)
- Richard Meiz - baterista (2019–presente)

Membros antigos
- Raffaele Zagaria - guitarrista (1994–1998)
- Claudio Leo - guitarrista (1994–1998)
- Leonardo Forti - baterista (1994—1998)
- Cristiano Migliore - guitarrista (1998–2014)
- Cristiano Mozzati - baterista (1998–2014)
- Marco Biazzi - guitarra (1999–2015)

## Discografia
Álbuns de estúdio
- In a Reverie (1999)
- Unleashed Memories (2001)
- Comalies (2002)
- Karmacode (2006)
- Shallow Life (2009)
- Dark Adrenaline (2012)
- Broken Crown Halo (2014)
- Delirium (2016)
- Black Anima (2019)
- Comalies XX (2022)
- Sleepless Empire (2025)

EPs
- Lacuna Coil (1998)
- Halflife (2000)